# Pelinobius muticus
Pelinobius muticus is een spin uit de familie vogelspinnen (Theraphosidae).
De kleur is roestbruin, met een lichtere beharing. Het lichaam van de vrouwtjes wordt ongeveer 8 centimeter, de mannetjes blijven kleiner tot 5 cm. De spin lijkt wat op de goliathvogelspin (Theraphosa blondi), maar deze laatste soort wordt aanzienlijk groter.
De spin komt voor in Afrika in Kenia en Tanzania. Het is een gravende en fossorische soort die leeft in bosachtige gebieden en zich zelden laat zien. De holen zijn tot twee meter lang, de volwassen vrouwtjes hebben een opvallend verbreed achterste poten paar, waarmee ze de holen graven. Na iedere maaltijd onttrekt het dier zich aan het zicht door het hol met spinsel af te sluiten. De spin kan zich soms maanden niet laten zien. Het voedsel bestaat uit insecten, jonge zoogdieren en hagedissen.
Het is een zeer agressieve spinnensoort die bij de minste verstoring toebijt. Het gif is relatief krachtig.